# Iyo
Iyo (jap. 伊予市 Iyo-shi) – miasto w Japonii, w prefekturze Ehime, na wyspie Sikoku, nad Morzem Wewnętrznym.

## Położenie
Miasto leży na północy prefektury nad morzem. Graniczy z miastem Ōzu oraz miasteczkami Masaki, Tobe i Uchiko.

## Historia
Miasto Iyo powstało 1 stycznia 1955, gdy do miejscowości Gunchū zostały przyłączone wioski Kitayamasaki, Minamiyamasaki i Minamiiyo. 1 kwietnia 2005 roku miasto powiększyło się o obszar miejscowości Nakayama i Futami (obu z powiatu Iyo).

## Populacja
Zmiany w populacji Iyo w latach 1970–2015:
| Rok  | Populacja |
| ---- | --------- |
| 1970 | 42 612    |
| 1975 | 41 537    |
| 1980 | 42 842    |
| 1985 | 42 306    |
| 1990 | 41 516    |
| 1995 | 41 064    |
| 2000 | 40 505    |
| 2005 | 39 493    |
| 2010 | 38 017    |
| 2015 | 36 827    |